# Dva smírčí kříže (Nová Véska)
Dva smírčí kříže se nachází na katastrálním území Nová Véska obce Staré Město. Oba kamenné kříže byly zapsány v Ústředním seznamu kulturních památek ČR.

## Historie
Dva kamenné smírčí kříže pravděpodobně z 16. století byly v roce 1933 přeneseny před rychtu v Nové Vésce. V roce 1976 byly nalezeny při melioraci potoka a vráceny před rychtu u hlavní silnice II/450.

## Popis
První kříž zapuštěný do země je pískovcový s jedním zaobleným ramenem a na čelní straně má vytesaný řecký kříž. Rozměry: 79×45×25 cm.
Druhý kříž zapuštěný do země je asi tufový s oběma břevny. Rozměry: 80×49×24–28 cm.

## Pověst
"Na svatodušní pondělí (letnice) se vraceli dva bratři, synové šafáře, ze sečení trávy. Noc před tím trávili oba dva na tancovačce a oba se vášnivě zamilovali do stejného děvčete. Mladší bratr navrhl, že se ten starší lásky může vzdát, protože bude zákonným dědicem a najde si lepší, než prosté děvče. Starší, popudlivý bratr to ostře odmítl, mezi bratry došlo k sporu, během kterého použili ostrých kos. Z tohoto souboje, hnaného žárlivostí, byli oba zraněni tak těžce, že oba zemřeli po několika hodinách. Na trvalou památku této smutné události byli z pískovce zhotoveny dva smírčí kříže, které zde stojí dodnes."